# Ар'є Вольф
Ар'є Вольф (нар. 1911, м. Чортків, Австро-Угорщина) — український літературознавець.

## Життєпис
Закінчив Чортківську учительську семінарію (1930). Навчався у Львівському, Краківському і Ленінградському (нині Санкт-Петербург) університетах. Викладав у Чорткові та у Львівському торгівельно-економічному інституті.
Заарештований 1949 року за звинуваченням у націоналізмі та створенні підпільної організації; засуджений на 10 років таборів.
Від 1955 — викладач, доцент Харківського університету. У 1980 році емігрував до Ізраїлю. Від 1981 — професор Інституту Лео БАК у м. Єрусалим.

## Доробок
Автор дослідження з німецької літератури 19 ст. та інших наукових праць.